# Saccoglossus
Saccoglossus ist eine Gattung der Eichelwürmer (Enteropneusta). Er gehört zum Stamm der Kiemenlochtiere (Hemichordata) und reiht sich in die Familie der Harrimaniidae ein. Mit 18 Arten gehört er zu den artenreichsten Gattungen dieser Gruppe. Die ersten Fossilien von Saccoglossus stammen aus dem Kambrium und noch heute lebt diese Gattung weit verbreitet z. B. im Pazifischen Ozean. Zwei dieser Arten, Saccoglossus pusillus und Saccoglossus bromophenolosus, sind im östlichen Pazifik beheimatet.

## Name
Der Name Saccoglossus leitet sich von den lateinischen Worten „saccus“ (Beutel) und „glossa“ (Zunge) ab, was auf die spezielle Form des Körpers hinweist. Der vordere Teil dieser Tiere ist eichel-förmig, daher stammt der für ihre Ordnung gebräuchliche Name Eichelwurm.

## Beschreibung
Die Eichel besteht aus einem muskulösen Rüssel und einem Kragen, der verwendet werden kann, um sich in weichem Sand oder Schlamm zu vergraben. Die Tiere variieren in der Länge von etwa 5 cm bei bestimmten Arten von Saccoglossus bis zu mehr als 180 cm (Balanoglossus gigas). Saccoglossus hat keine pelagische Larve, was zu einer begrenzten Verbreitungsdistanz führt. Ebenso gehören die Harrimaniiden zu den Direktentwicklern, weisen jedoch im Vergleich zu Saccoglossus eine geringere Artenvielfalt auf. Ein möglicher Grund dafür könnte der längere Rüssel von Saccoglossus sein, der ihnen bei der Nahrungssuche mehr Erfolg bringt als den Harrimaniiden.

### Morphologie und Anatomie

Saccoglossus-Arten sind durch ihre wurm-ähnlichen Körper gekennzeichnet, die in drei Hauptabschnitte unterteilt sind: den Rüssel (Prosome), das Kragenstück (Mesosome) und den Rumpf (Meatasome). Der Rüssel ist lang und ermöglicht eine effiziente Nahrungsaufnahme durch Oberflächen-Detritusfressen. Der Kragen ist weniger ausgeprägt als der Rüssel, während der Rumpf den größten Teil des Körpers ausmacht und verschiedene interne Organe enthält. Diese Körperstruktur ist charakteristisch für Enteropneusten und spiegelt die evolutionäre Anpassung an ihre Lebensweise wider.
Das Herz-Nieren-System ist eine Struktur, die bei Enteropneusten, insbesondere Hemichordaten und Pterobranchiern, sowie bei ihrer Schwestergruppe, den Echinodermen, gefunden wird. Es kommt in dieser Wiese auch beim Saccoglossus vor. Das System weist viele Ähnlichkeiten zwischen den Gruppen auf und hat parallele Funktionen.
Bateson zeigte 1886, dass der Glomerulus oder die Drüse des Proboscis durch die Proliferation des Protocoels am vorderen Ende der Stomochord gebildet wurde. Der Glomerulus ist ein Organ, das viele Blutkapillaren enthält und mit dem Herzsinus zwischen der Stomochord und dem Perikardium verbunden ist. Das Perikardium ist eine coelomische Höhle, die den Herzsinus enthält und die Stomochord fast vollständig umgibt. Eine Kontraktion des Perikardiums erhöht die Blutdruck im Herzsinus und Glomerulus signifikant, wodurch das Blut gefiltert werden kann. Dabei werden Ionen und Makromoleküle in den Zellen des Protocoels reabsorbiert.
Das Protocoel ist der präorale Teil des Coeloms des Proboscis. Das Protocoel öffnet sich nach außen durch einen Porus auf dem Proboscis am Ende eines von einem mehrzelligen, bewimperten Epithel umgebenen Kanals links von der ventralen Mittellinie. Hierdurch wird der Urin aus dem Körper ausgeschieden. Das mehrzellige, bewimperte Epithel von Saccoglossus ist ein abgeleitetes Merkmal der Enteropneusten. Dagegen ist das einfache, bewimperte Epithel der Peritonealzellen der Podocyten eine plesiomorphe Bedingung, die beispielsweise bei den Pterobranchiern zu finden ist. Die einkernigen Muskeln der Hemichordaten weisen auf eine primitive Bedingung hin, die von einem gemeinsamen Vorfahren dieser Gruppen geteilt wird.
Bateson und Hyman wiesen 1959 dem Glomerulus eine exkretorische Funktion zu, aufgrund der gelben und braunen Granula in den Zellen. Diese Granula sind häufig in exkretorischen Strukturen bei Wirbellosen vorhanden. Wilke bemerkte 1971 das Vorhandensein von Podocyten im Epithel des Glomerulus. Podocyten kommen bei Bilateria vor und sind mit dem Filtrationsprozess verbunden. Wilke schlug vor, dass das unter Druck stehende Blut aus dem Herzen durch den Glomerulus gefiltert wird. Der Protocoel-Kanal wurde nicht als echtes Nephridium identifiziert, aber die Filtrationsfunktion des Glomerulus ist unbestreitbar. Das Herz-Nieren-System von Saccoglossus besteht aus dem Perikardium, dem Herzsinus, der Stomochord und dem Glomerulus und befindet sich an der Basis des Proboscis nahe dem Punkt, an dem dieser am Kragen befestigt ist.

### Entwicklung und Fortpflanzung
Eine Besonderheit der Gattung Saccoglossus ist ihre direkte Entwicklung, das heißt, sie durchlaufen kein freischwimmendes Larvenstadium. Dies unterscheidet sie von vielen anderen marinen Wirbellosen und reduziert ihre Dispersionsfähigkeit. Frühere Entwicklungsstadien weisen jedoch ein bewimpertes Telotrochband auf, ein rudimentäres Merkmal, das auf ihre evolutionären Vorfahren hinweist, die eine indirekte Entwicklung mit einem pelagischen Larvenstadium hatten. Die evolutive Entwicklungsbiologie von Saccoglossus ist ideal, um die abgeleiteten und ursprünglichen Merkmale zwischen den Gruppen der Hemichordaten und Chordaten hervorzuheben.
Der Mesoderm von S. kowalevskii wird von den vier vegetativen Zellen eines sechzehnzelligen Embryos abgeleitet. Der Rest des Blastomeres trägt zur Bildung des Ektoderms bei. Die Bildung von Nervenzellen oder Neurogenese beginnt relativ früh in der Entwicklung von Saccoglossus, nämlich während der Gastrulation. Die Vorläufer der Neurogenese sind sogar im Blastulastadium differenziert. Die zukünftigen Neuronen entwickeln sich aus dem Ektoderm. Unreife, postmitotische Neuronen sind bereits zur Mitte der Gastrulation vorhanden, und ihre Reifung erfolgt am Ende der Gastrulation. Im Gegensatz zu den Chordaten gibt es in diesem Stadium keine dorsoventrale Polarität. Die Gastrulation von S. kowalevskii ist symmetrisch um den Blastoporus. Während der Gastrulation flacht der vegetative Pol des Embryos ab und stülpt sich ein, um die Invagination zu bilden, wodurch die vegetativen und animalischen Pole einander näher kommen. In diesem Stadium wird auch die anteroposteriore Achse erkennbar, die parallel zu den beiden Polen verläuft.
Die Signale, die zur Regulierung der Neurogenese bei den Hemichordaten erforderlich sind, sind noch nicht gut bekannt, unterscheiden sich jedoch von den bei Wirbeltieren und Echinodermen verwendeten Signalen. Das embryonale Nervensystem von S. kowalevskii ist diffus und vorübergehend. Es reorganisiert sich später, um sich im Erwachsenenstadium auf den Kragen und die Trompe zu konzentrieren. Das Neuralrohr wird im dorsalen Teil des Kragens durch Invaginationen gebildet, die homolog zum zentralen Nervensystem der Chordaten sind.
Das Nervenkabel bildet sich dann ohne Invagination entlang der Mittellinie der Trompe. Es gibt kein zentrales Nervensystem, sondern zahlreiche Axone, die sich im Epithel verdicken, an der Basis des Proboscis und entlang der anterodorsalen Achse im Bereich des Kragens. Nach der Gastrulation wird der Mesoderm zunächst durch ein einfaches Coelom im vorderen Bereich, dann paarweise im hinteren Bereich und schließlich paarweise im zukünftigen Kragenbereich gebildet. Wenn sich der Embryo entlang der anteroposterioren Achse verlängert, durchbricht der Mund schließlich die ventrale Seite und trennt den Proboscis vom Kragen. Der Embryo beginnt sich auch dorsoventral zu biegen, was die Bestimmung dieser Achse ermöglicht. Drei Tage nach der Befruchtung sind die verschiedenen Schichten und Achsen des Körpers klar definiert, und die Organisation des Körpers ähnelt der eines Erwachsenen.
Viele Hox-Gene werden entlang der anteroposterioren Achse während der Entwicklung von Saccoglossus kowalevskii exprimiert. Dies sind wichtige Gene für die Entwicklung entlang der anteroposterioren Achse. Hox1 wird früh während der Gastrulation in einem Streifen des vorderen Ektoderms vor dem bewimperten Band des Metasoms und weiter posterior zu diesem Band exprimiert. Nach dem vierten Tag erstreckt sich seine Expression anterior entlang der ventralen und dorsalen Mittellinie. Der endodermale Ausdrucksbereich von hox1 erstreckt sich unterhalb der Kiemenspalten im posterioren Bereich bis zur Grenze des Endoderms des Pharynx. Eine ähnliche Expression von hox1 findet sich im vorderen Darmbereich von Drosophila und Chordaten, einschließlich Amphioxus. Die Expression von hox2 wird gegen Ende der Gastrulation und in einem ähnlichen Bereich wie hox1, aber weiter posterior nachgewiesen. Nach dem dritten Entwicklungstag nimmt die Expression des Gens auf der dorsalen Seite ab und verstärkt sich auf der ventralen Seite. Hox5 wird ebenfalls während der Gastrulation nachgewiesen, aber in der Umgebung des Blastoporus. Nach der Verlängerung des Embryos am zweiten Entwicklungstag erstreckt sich seine Expression in einer feinen Linie im posterioren und anterioren Bereich des bewimperten Bands. Nach dem vierten Tag, nach der Entwicklung der Kiemenspalten, wird seine Expression stärker posterior im Ektoderm. Zu diesem Zeitpunkt wird das bewimperte Band von einer posterioren und ventralen Position zu einer mehr anterioren und dorsalen Position verschoben.
Hox6 und 7 haben ähnliche Expressionsmuster anterior zum bewimperten Band wie hox2 und 5. Am zweiten Entwicklungstag wird hox7 stärker im ventralen Bereich des Blastoporus exprimiert, während hox6 stärker um diesen herum lokalisiert ist. In einem fortgeschritteneren Entwicklungsstadium divergieren die beiden Gene. Hox6 ähnelt mehr hox5, während der Ausdrucksbereich von hox7 mehr ventral als dorsal bleibt. Der Ausdrucksbereich von hox9 und 10 befindet sich am posteriorsten Ende des Embryos und im bewimperten Band. Ihre Expression variiert kaum während der Entwicklung, und erst nach der vollständigen Ausbildung der Kiemenspalten hört ihre Expression im bewimperten Band auf. Für hox11 und 13a sind diese Gene fast ausschließlich im bewimperten Epithel während fast aller Entwicklungsstadien vorhanden. Ihre Präsenz wurde in einem juvenilen Stadium nach dreizehn Entwicklungstagen entlang des post-analen Schwanzes nachgewiesen. Die bei Hemichordaten gefundenen Hox-Gene sind ähnlich denen, die in einer Seeigelart, S. purpuratus, gefunden wurden, obwohl hox4 bei letzterer verloren gegangen ist. Es ist jedoch in einer anderen Klasse von Echinodermen und bei Hemichordaten vorhanden, was darauf hinweist, dass hox4 bei einem gemeinsamen deuterostomen Vorfahren vorhanden war.
Die Gene hox2, 5, 6 und 7 werden alle frühzeitig vor dem bewimperten Band exprimiert. Erst später in der Entwicklung werden größere Unterschiede in ihrer jeweiligen Expression festgestellt.

## Klassifikation/ Systematik
Die Gattung Saccoglossus gehört zur Familie Harrimaniidae innerhalb der Klasse der Eichelwürmer.
Folgende Arten gehören zur Gattung:  
- Saccoglossus apantesis Thomas, 1956
- Saccoglossus aulakoeis Thomas, 1968
- Saccoglossus bromophenolosus King, Giray & Kornfield, 1994
- Saccoglossus horsti Brambell & Goodhart, 1941
- Saccoglossus hwangtauensis Tchang & Koo, 1935
- Saccoglossus inhacensis Kapelus, 1936
- Saccoglossus kowalevskii Agassiz, 1873
- Saccoglossus madrasensis Rao, 1957
- Saccoglossus mereschkowskii Wagner, 1885
- Saccoglossus otagoensis Benham, 1899
- Saccoglossus palmeri Cameron, Deland & Bullock, 2010
- Saccoglossus porochordus Cameron, Deland & Bullock, 2010
- Saccoglossus pusillus Ritter, 1902
- Saccoglossus rhabdorhyncus Cameron, Deland & Bullock, 2010
- Saccoglossus ruber Tattersall, 1905
- Saccoglossus shumaginensis Cameron, Deland & Bullock, 2010
- Saccoglossus sonorensis Cameron, Deland & Bullock, 2010
- Saccoglossus sulcatus Spengel, 1893

## Alter und Fundstellen
Die ältesten bekannten Enteropneusten-Fossilien, die als Vorfahren der Saccoglossus-Arten betrachtet werden, stammen aus dem Burgess-Schiefer, der etwa 508 Millionen Jahre alt ist. Dieser Fund wird als Besonders angesehen da, dass Fossil bereits den dreiteiligen Körperplan mit Rüssel, Kragen und Rumpfregionen besitzt. Diese Funde deuten darauf hin, dass Enteropneusten, zu denen auch die Saccoglossus-Arten gehören, mindestens seit dem Kambrium existieren. Aufgrund der Fragilität des Enteropneusten-Körpers und des Fehlens erhaltbarer harter Teile ist der Fossilienbestand von Körperfossilien extrem dürftig.
Körperfossilien von Enteropneusten können nur unter sehr speziellen Bedingungen in der marinen Umgebung gebildet werden. Diese Bedingungen wurden bisher nicht erforscht, und die bekannten Exemplare wurden in anoxischen Sedimenten gefunden.

Heute sind Saccoglossus-Arten entlang der Küsten des östlichen Pazifiks weit verbreitet und wurden an mehreren Standorten gesammelt, was zeigt, dass sich die Art bis ins Rezent gehalten hat.

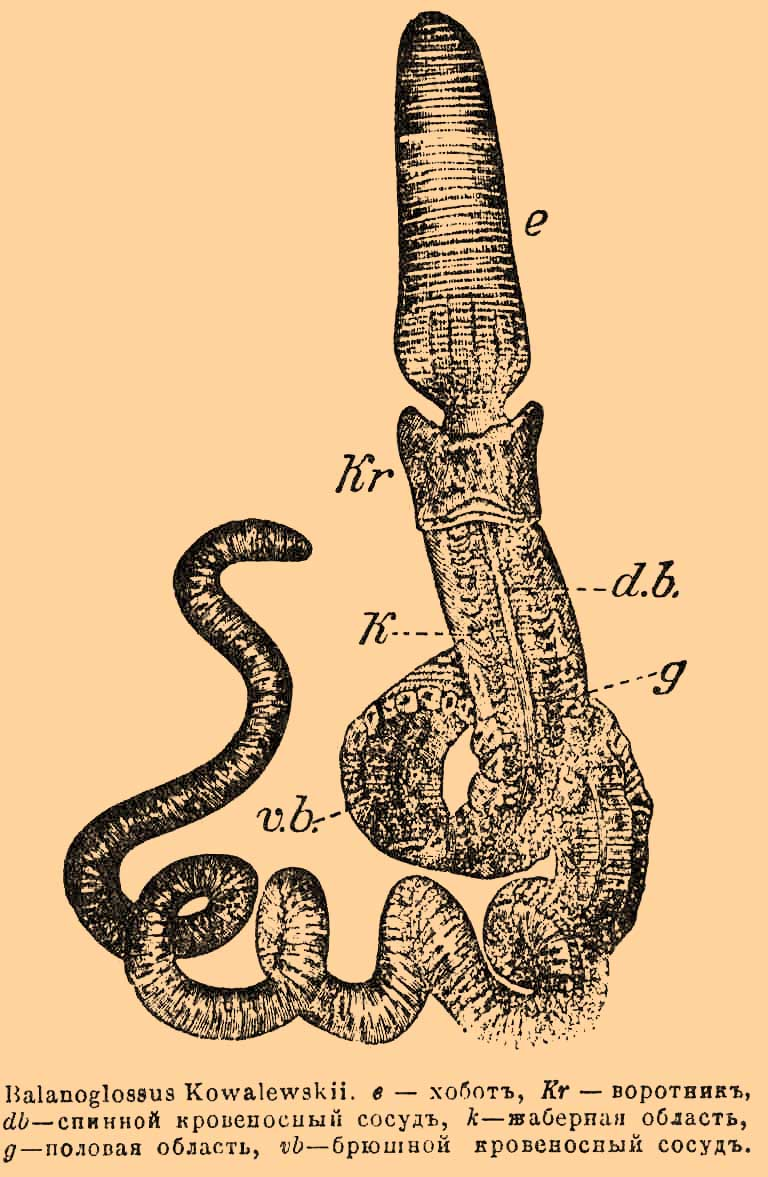
Saccoglossus

## Forschungsgeschichte
In den 1880er Jahren verglich William Bateson die Anatomie der Hemichordaten und der Chordaten. Bei der Untersuchung der Entwicklung von Saccoglossus kowalevskii fand er Ähnlichkeiten zwischen den beiden Gruppen. Burden-Jones untersuchte später den postanalen Schwanz eines Jungtieres und fand auch hier Ähnlichkeiten mit den Chordatieren. Tatsächlich exprimiert der Schwanz der Hemichordaten die Gene hox11, 13a,b und c, während der Schwanz der Chordaten hox11, 12 und 13 exprimiert. Die beiden Gruppen hätten also homologe Teile des postanalen Schwanzes, obwohl der Schwanz der Hemichordaten kontraktil (kann sich zusammenziehen) ist und die Funktion des Schwanzes der Chordaten eher dem Schwimmen dient. Ihre Funktionen hätten sich auseinanderentwickelt. Später sahen Bateson und später Goodrich eine mögliche Homologie zwischen der Porenregion des Proboscis von Saccoglossus und dem Endostylus oder der Schilddrüse im Pharynx der Chordatiere. Die Hemichordea und die Stachelhäuter sind zufällig die Schwestergruppen der Chordatiere. Alle drei Stämme bilden zusammen das Supertaxon der Deuterostomata.

## Ökologie
Moderne Enteropneusten sind in fast allen marinen Umgebungen zu finden, von der Gezeitenzone in flachen Gewässern bis zu Tiefseegebieten und von tropischen bis arktischen Regionen. Die Arten der Gattung Saccoglossus spielen als Detritusfresser, eine wichtige Rolle im marinen Ökosystem. Diese sind meist Bodenbewohner und graben Röhren im Sand und Schlamm. Durch ihre Aktivität tragen sie zur Zersetzung organischen Materials auf marienem Boden und zur Nährstoffrecycling im Sediment bei. Ihre Präsenz und ihr Verhalten haben auch Auswirkungen auf die Struktur und Funktion von marinen Bodengemeinschaften.